# Райлен Вайнс
Райлен Вайнс (англ. Rylan Wiens, 2 січня 2002) — канадський стрибун у воду.
Учасник Олімпійських Ігор 2020 року, де в стрибках з 10-метрової вишки посів 19-те місце.